# Herbulotia
Herbulotia là một chi bướm đêm thuộc họ Geometridae.